# Xu Hao
Dans ce nom chinois, le nom de famille, Xu, précède le nom personnel.
Xu Hao est un plongeur chinois.

## Palmarès
- Championnats du monde
  - Perth 1998
    -  Médaille d'or en plongeon synchronisé à 3 mètres avec Yu Zhuocheng

- Coupe du monde
  - Mexico 1997
    -  Médaille d'or en plongeon synchronisé à 3 mètres avec Gong Ming
    -  Médaille de bronze en plongeon à 3 mètres

- Jeux asiatiques
  - Bangkok 1998
    -  Médaille d'or en plongeon synchronisé à 10 mètres avec Hu Jia